# Деева, Надежда Николаевна
Надежда Николаевна Деева (укр. Надія Миколаївна Дєєва; род. 22 октября 1951, Тишковка, Кировоградская область) — украинский политик, экономист, государственный служащий I ранга.

## Образование
В 1972 году окончила Киевский институт народного хозяйства по специальности «Статистика», квалификация — «Экономист». В 2003 году окончила Днепропетровский региональный институт государственного управления Украинской академии государственного управления при Президенте Украины — «Магистр государственного управления».
С 2002 года является кандидатом экономических наук, с 2005 года — доцентом, Заслуженным экономистом Украины.

## Карьера
Свой трудовой путь начала в Днепропетровском областном статистическом управлении Центрального статистического управления УССР. С 1975 по 1982 год работала экономистом, старшим инженером-экономистом, старшим мастером производственного участка, начальником планово-производственного отдела табачной фабрики города Днепропетровска. С 1982 по 1986 год — начальник планово-производственного отдела филиала института «Укрсильгосптехпроект» в Днепропетровске. С 1995 по 1999 год работала начальником Днепропетровского областного финансового управления, а с 1999 по 2002 год — начальником Главного финансового управления Днепропетровской областной государственной администрации. С 2002 по 2005 год была заместителем председателя Днепропетровской ОГА, а с ноября 2005 по сентябрь 2007 занимала должность председателя Днепропетровской облгосадминистрации. 26 декабря 2007 распоряжением Кабинета Министров Украины назначена заместителем министра обороны Украины. Освобождена от должности 11 марта 2009 по собственному желанию.
Депутат Днепропетровского областного совета IV и V созывов.

## Награды
- Орден княгини Ольги III (октябрь 2006)[4], II степеней (март 2009)[5]
- Почётная грамота Кабинета Министров Украины (июнь 2003)
- Лауреат Всеукраинской премии «Женщина III тысячелетия» в номинации «Знаковая фигура» (2006)

## Семья
Замужем. Имеет двух сыновей.